# Alurnus orbignyi
Alurnus orbignyi là một loài bọ cánh cứng trong họ Chrysomelidae. Loài này được Blanchard miêu tả khoa học năm 1843.